# Joseph Highmore
Joseph Highmore (født 3. juni 1692, død 3. marts 1780) var en engelsk maler.
Highmore gik den juridiske vej, men dyrkede samtidig kunsten. Mest bekendt er Highmore som portrætmaler, hans tegninger til
The knights of the Bath skaffede ham mange bestillinger hos "ridderne"; til hans hovedværker regnes: Hertugen af Richmond (gruppebillede), Hertugen af Cumberland, Prinsen og prinsessen af Wales (1742); omtrent på samme tid har han malet et portræt af dronningen af Danmark; i National Portrait Gallery i London ses hans billede af Samuel Richardson. Til hans tidligste værker hører tegningerne til Cheseldens Anatomy.
- Wikimedia Commons har flere filer relateret til Joseph Highmore